# SprintAir
SprintAir S.A. est une compagnie aérienne polonaise dont le siège est situé à Varsovie et basée à l'aéroport Frédéric Chopin de Varsovie. Elle exploite des services de fret ainsi que des vols charters de passagers.

## Historique
La compagnie aérienne a été créée en 2002 sous le nom d'Air Polonia Cargo Sp. zoo. La compagnie a commencé ses vols de fret et de courrier en avril 2004 avec trois avions LET 410 UVP-E. Plus tard cette année, la compagnie aérienne a été renommée Sky Express Sp. zoo. et a acquis ses premiers turbopropulseurs Saab 340A (SP-KPF et SP-KPE - le premier Saabs340 à être inscrit au registre polonais des aéronefs). Entre avril 2006 et avril 2007, elle a commencé ses vols passagers réguliers avec la marque Direct Fly. Après la suspension des vols passagers réguliers, la compagnie aérienne a poursuivi ses activités de fret tout en élargissant sa flotte d’avions à turbopropulseurs, qui est actuellement composée de 12 Saabs 340 et de 6 ATR 72 (que SprintAir acquiert progressivement depuis 2014). En janvier 2008, le groupe SprintAir a été créé et la compagnie aérienne a changé de nom pour devenir SprintAir.

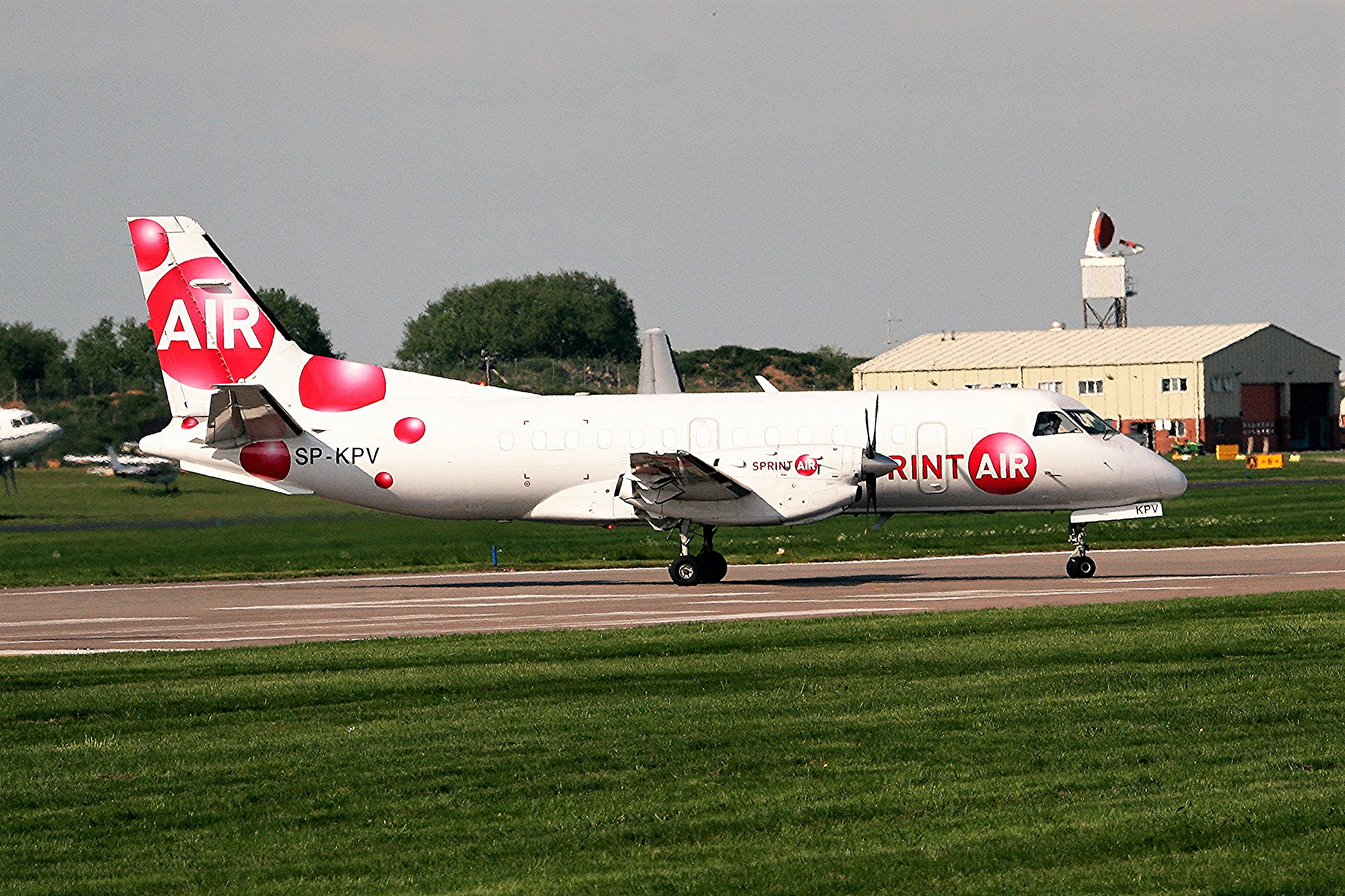
Un Saab 340A version cargo de SprintAir

À l'été 2011, SprintAir a exploité des vols charters de plusieurs aéroports polonais vers des destinations de vacances (principalement dans la région méditerranéenne) avec un seul avion Airbus A320 loué. Cette activité a été suspendue à la fin de la saison estivale 2011 et n'a jamais été poursuivie.
SprintAir est à présent principalement une société de fret aérien qui effectue des opérations régulières et ponctuelles dans toute l’Europe, tandis que les services passagers réguliers précédemment exploités en Pologne ne sont plus offerts.

## Destinations
SprintAir assure des vols cargo réguliers vers les destinations suivantes :
 Pologne
- Bydgoszcz - Aéroport de Bydgoszcz

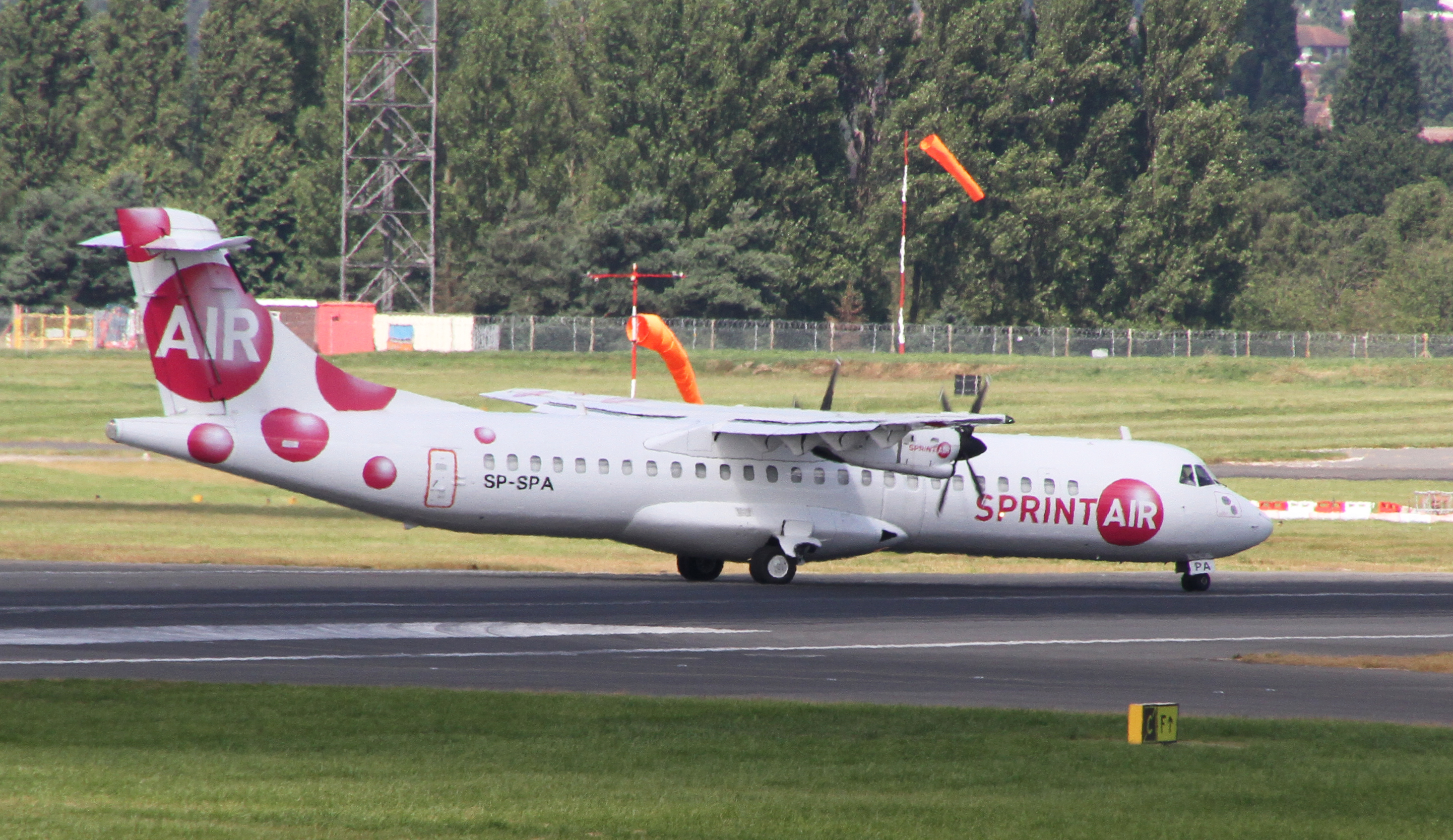
ATR 72-202

- Gdańsk - Aéroport Lech Wałęsa de Gdańsk
- Katowice - Aéroport de Katowice-Pyrzowice
- Cracovie - Aéroport de Cracovie-Jean-Paul II
- Poznań - Aéroport Henryk-Wieniawski de Poznań
- Rzeszów - Aéroport de Rzeszów
- Varsovie - Aéroport de Varsovie-Chopin Base
- Wrocław - Aéroport de Wroclaw-Nicolas Copernic

 Lituanie
- Kaunas - Aéroport de Kaunas

 Lettonie
- Riga - Aéroport international de Riga

 Ukraine
- Kiev - Aéroport international de Kiev (Jouliany)

## Flotte

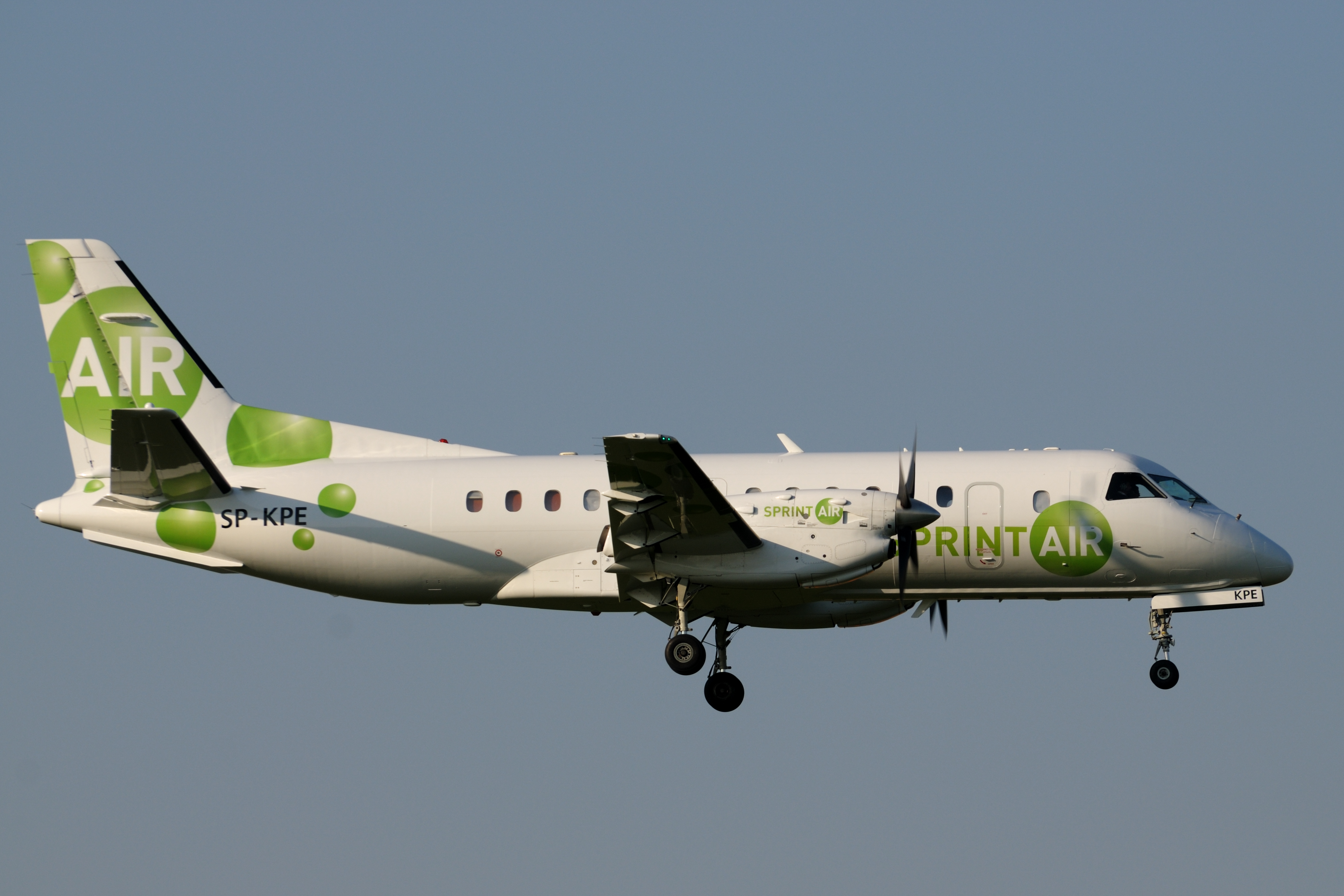
Un Saab 340A de SprintAir

À compter de octobre 2020, la flotte de SprintAir comprend les avions suivants:
| Appareils   | En service | En commande | Passagers | Notes                                                                                                  |
| ----------- | ---------- | ----------- | --------- | --- |
| ATR 72-200  | 1          | —           | 66        | |
| ATR 72-200F | 6          | —           | Cargo     | |
| Saab 340A   | 5          | —           | 33        | En configuration passagers En configuration "changement rapide" pour les opérations passagers ou cargo |
| Saab 340A   | 5          | —           | 34        | En configuration passagers En configuration "changement rapide" pour les opérations passagers ou cargo |
| Saab 340AF  | 7          | —           | Cargo     | |
| Total       | 19         | —           |           | |